# Pierre Delacrétaz
Pierre Delacrétaz, né le 1er mars 1933 à Bussigny, en Suisse, et décédé le 19 mai 2001 à Romanel-Lausanne, est à l'origine du renouveau des vieux fours à pain de Suisse romande dans le dernier quart du XXe siècle. Il est l'initiateur de la Maison du blé et du pain, sise à Echallens.

## Biographie
Pierre Delacrétaz fut instituteur puis maître de travaux manuels à Lausanne dès 1960.
Pendant sa vie professionnelle, il a publié de nombreux articles dans le Journal suisse des travaux manuels pour défendre, développer et enrichir cette discipline. Dans les années 1960 il a créé du matériel sensoriel et didactique pour les écoles enfantines puis pour l'enseignement de la géographie, commercialisé par les Editions DELPLAST (comme DELacrétaz PLASTiques).

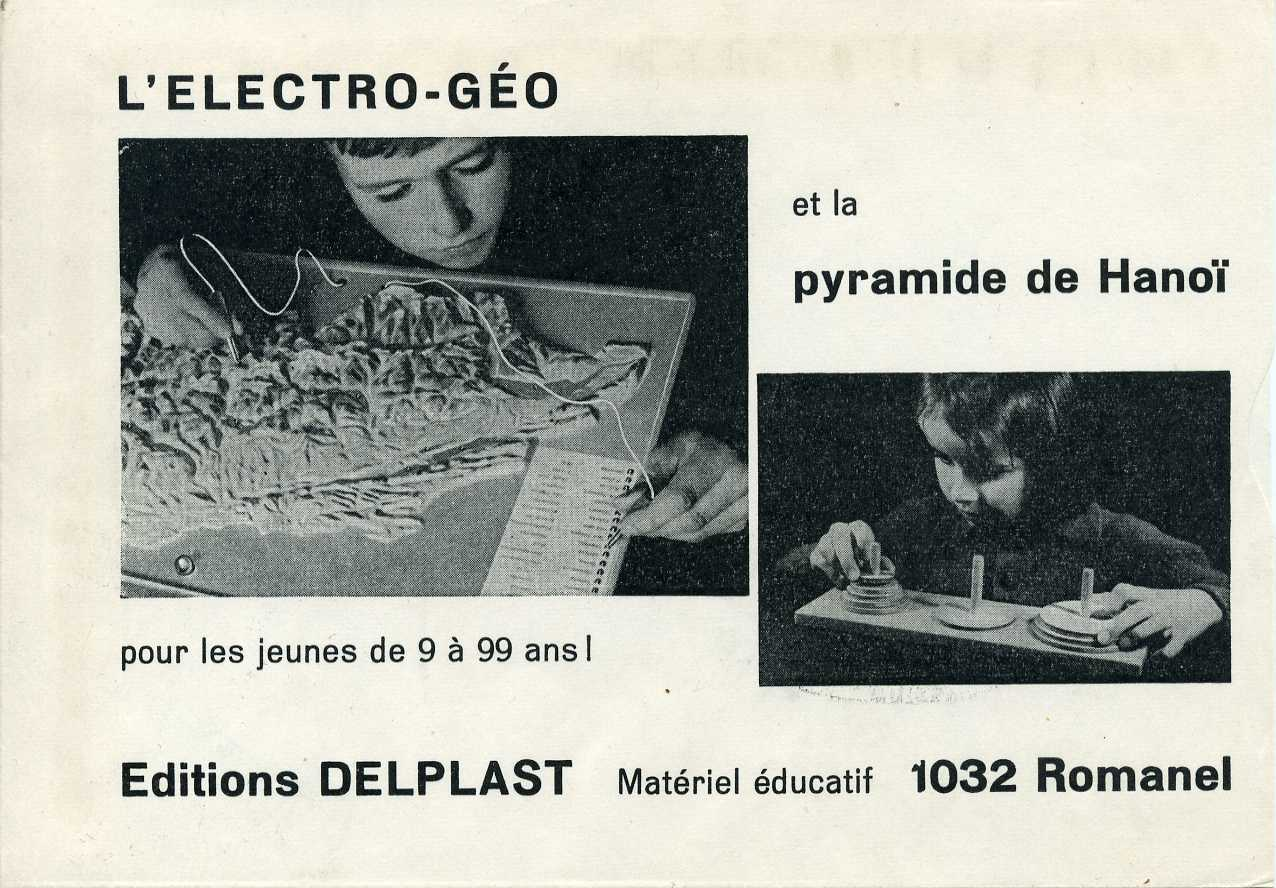
Enveloppe créée pour les Editions Delplast.

Ses reliefs géographiques en matière plastique ont obtenu une médaille de vermeil (or/argent) au Salon des Inventeurs de Bruxelles en 1965.  

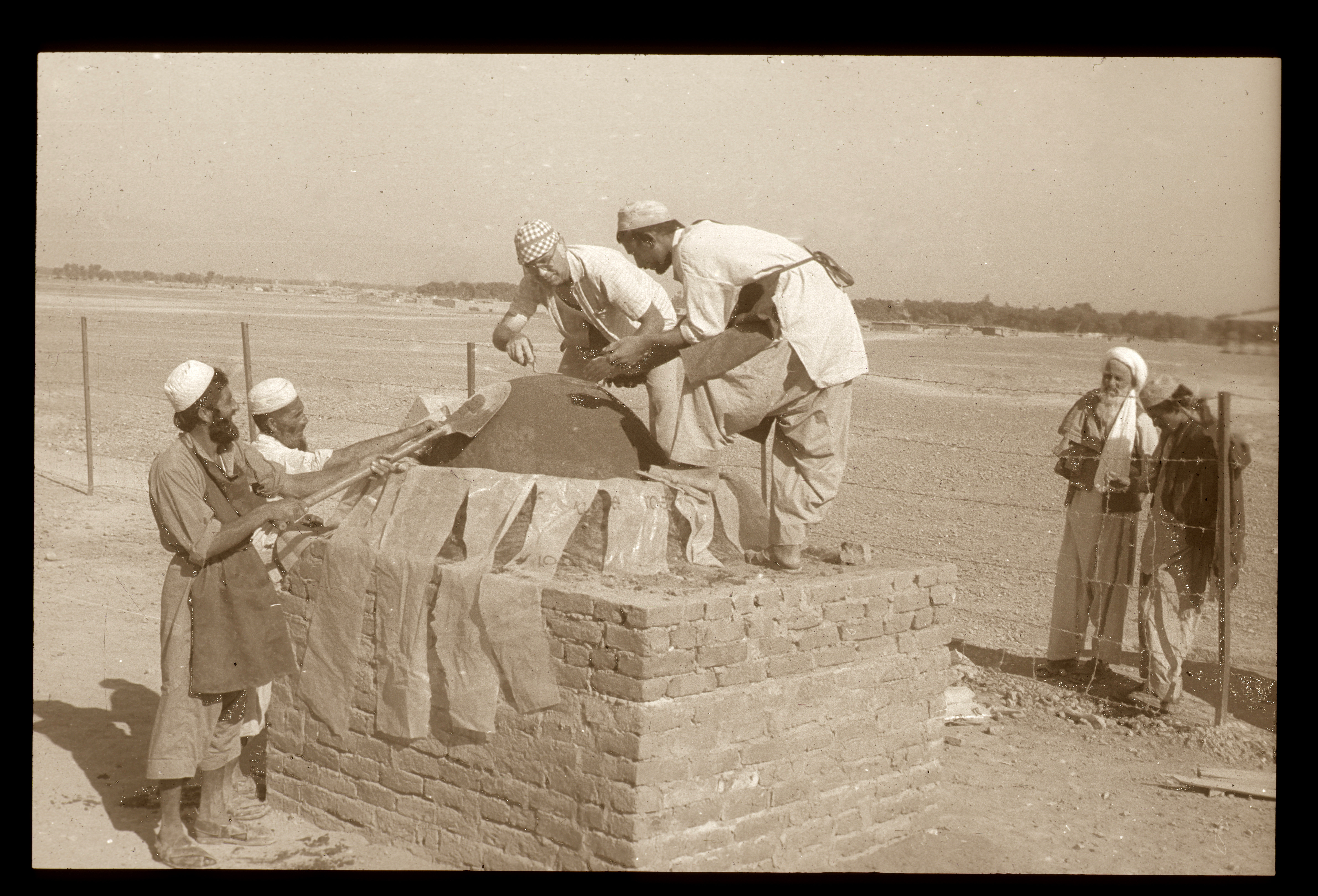
Construction d'un four à pain au Pakistan dans un camp de réfugiés afghans

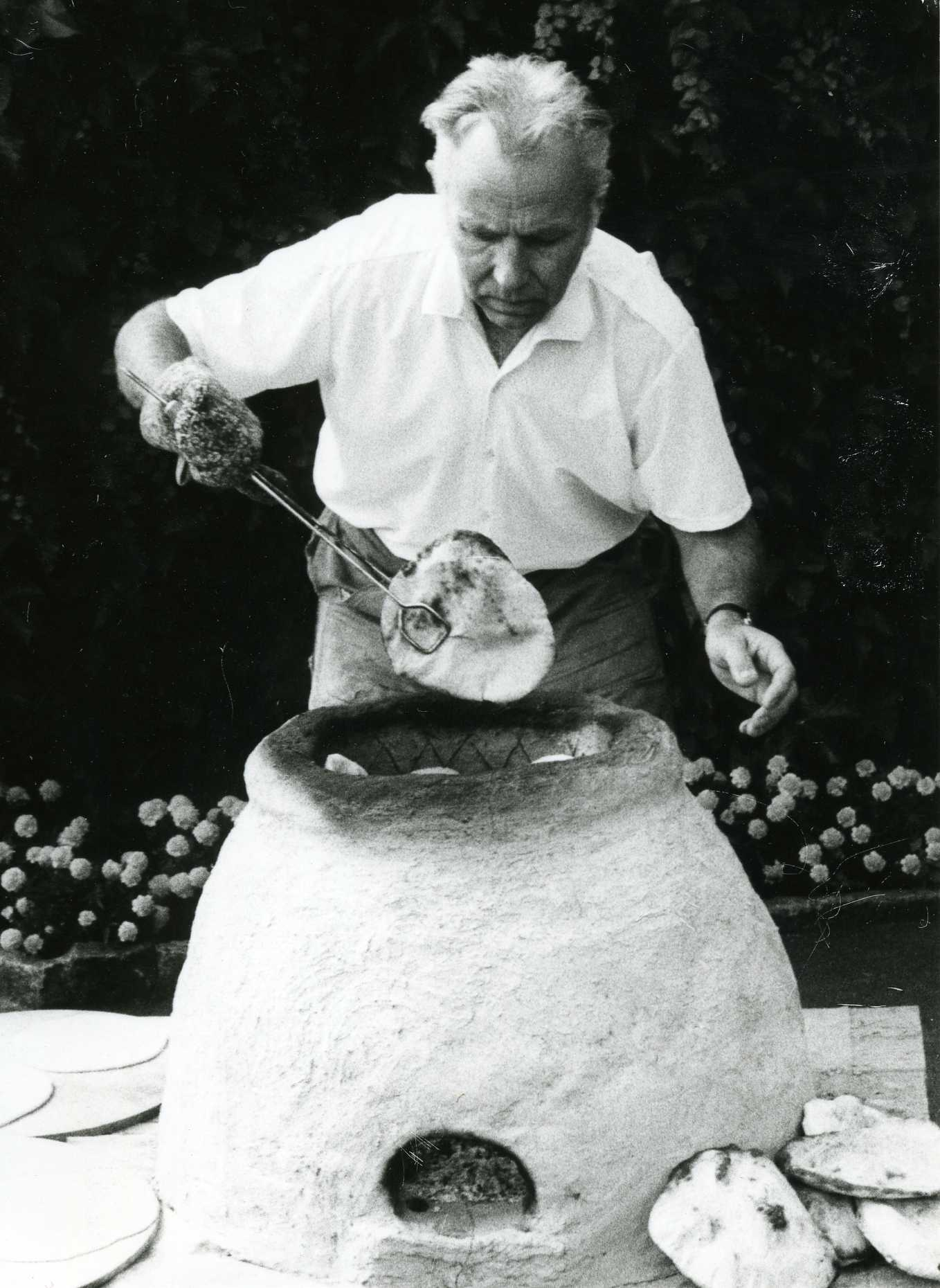
Pierre Delacrétaz sortant un naan d'un four tandoor.

Dès 1970, il découvre, sauvegarde, restaure ou construit des fours à pain avec des mandats du Service des Monuments historiques à travers toute la Suisse romande, en France, et même au Pakistan, sur un mandat du Haut Commissariat des Nations Unies pour les réfugiés en collaboration avec la Fondation de Bellerive, pour y introduire des fours à pain et des fourneaux plus économes en combustible,.
En 1979 il publie son premier livre les "Vieux Fours à Pain". Il réalise en même temps un film sur le même sujet avec le cinéaste Samuel Monachon, et reconstruit au Signal de Bougy, au Parc Pré-Vert de la Migros le vieux four à pain du village de Vaulion.
Fondateur de La Maison du blé et du pain à Echallens, Pierre Delacrétaz est également l'auteur de nombreux travaux de recherche, entre autres sur les vieux moulins, les ponts, les toponymes, et bien entendu sur les fours à pain. Sa femme Marguerite Joël l'a secondé dans toutes ses recherches.
Il a écrit une dizaine de livres sur ces sujets. Il a aussi créé plusieurs jeux de société.
A Corbeyrier en 1984, pour le 400e anniversaire de l'Ovaille de 1584, éboulement ayant enseveli les villages de Corbeyrier et Yvorne (lieux d'origine de la famille Delacrétaz) le 4 mars 1584, il présente un roman historique, L'Ovaille, illustré par Pierre Bataillard, ainsi que l'arbre généalogique de la famille Delacrétaz (recherche effectuée par son fils Philippe) lors d'une réunion ayant regroupé une cinquantaine de représentants de la famille Delacrétaz.
Il fut Lauréat du Prix du Patrimoine culturel Romand (1992).
En 1996 il collabore avec la société Fayol de Tain l'Hermitage, Drôme, France, pour développer un four à pain (et à pizza) à l'ancienne performant, que l'on peut monter soi-même, le Panyol.

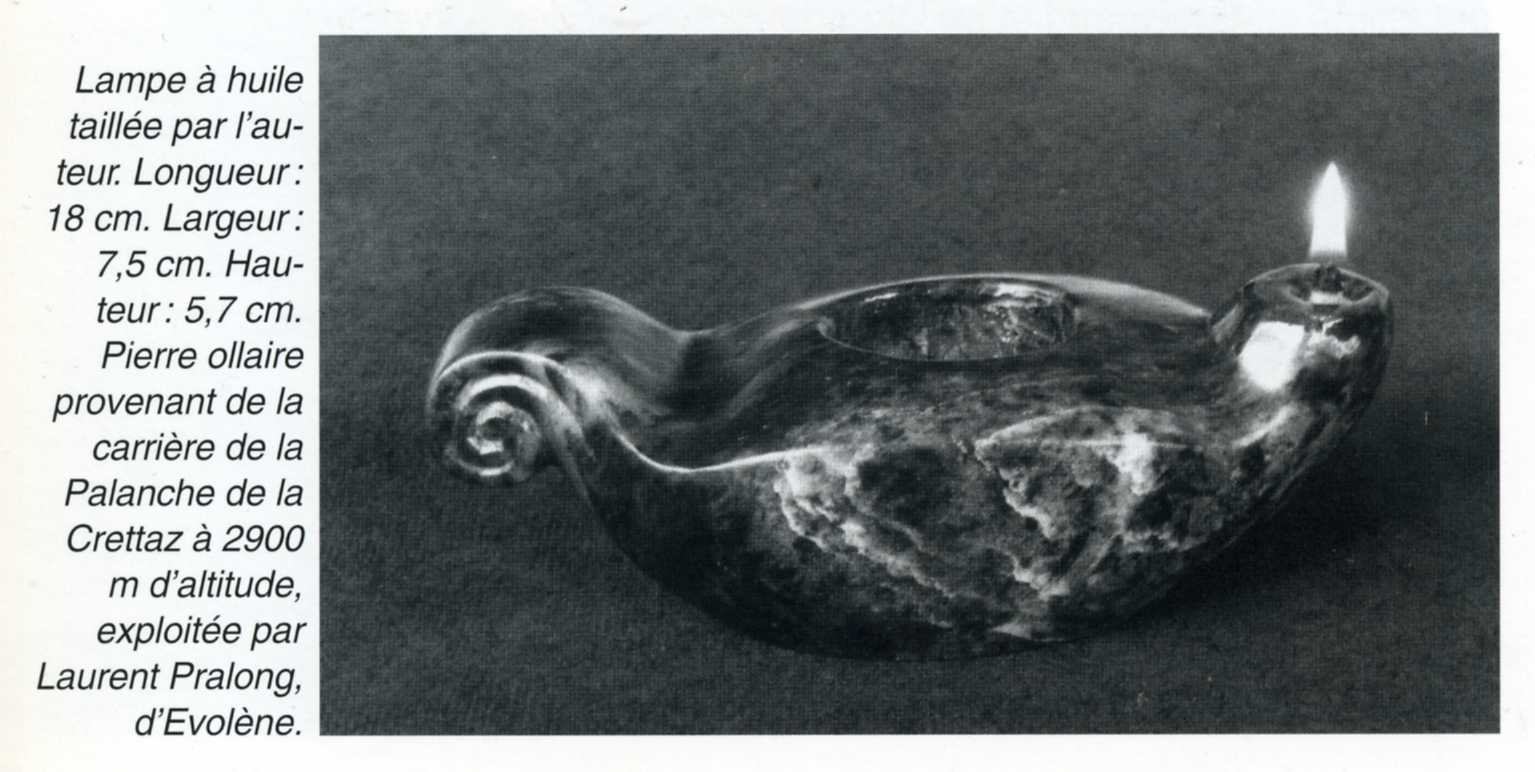
Lampe à huile en stéatite,
Pierre Delacrétaz, env 1996.

Le travail du bois qui fut une de ses passions l'a finalement amener à sculpter la pierre ollaire (ou stéatite) dès 1996 et à réaliser deux expositions à Grimentz et à Romanel-sur-Lausanne.

### Livres
- Les Vieux Fours à Pain - Le renouveau. Editions Delplast, Romanel-sur-Lausanne, 1979, 1982 et 1988.
- Les Vieux Fours à Pain - Construire son four-Faire son pain. Editions Cabédita, Bière, 1993, 1995, etc.
- L'Ovaille (roman historique). Editions Delplast, Romanel-sur-Lausanne, 1983.
- Les Vieux Moulins du Pays de Vaud et d'ailleurs. Editions Delplast, Romanel-sur-Lausanne, 1986.
- Crissier au temps jadis. Edité par la Municipalité de Crissier, 1989.
- Fribourg jette ses ponts. Editions Ketty & Alexandre, Chapelle-sur-Moudon, 1990.
- Vieux ponts du Pays de Vaud. Editions Ketty & Alexandre, Chapelle-sur-Moudon, 1991.
- Les Communes vaudoises, Tome II. Editions Ketty & Alexandre, Chapelle-sur-Moudon, 1994.
- Pierres mystérieuses. Editions Cabédita, Bière, 1994.
- La Pierre ollaire. Editions Monographic, Sierre, 1997.
- Jura - Grottes, cascades, lacs - 150 excursions, promenades et visites. Editions Cabédita, Bière, 2000.
- Construire un four - Cuisiner à l'ancienne. Editions Cabédita, Bière, 2000, etc.

### Jeux
- Jouons Vaudois, Plus Vaudois tu meurs ! (un "Trivial Pursuit" de 1000 questions sur le Pays de Vaud) Editions Delplast, Romanel-sur-Lausanne, 1994.
- Le Grand Jeu des Vins et Vignobles Romands. (un tour de Romandie en 800 questions, histoire, géographie et terroirs... cépages, œnologie et dégustation... métiers de la vigne et du vin... langage, proverbes, outils et travaux...)Editions Delplast, Romanel-sur-Lausanne, 1995.
- Jouons Lausanne. (800 questions/réponses sur Lausanne et sa région) Office du Tourisme, Lausanne, 1995.